# Poppo IV. von Henneberg
Burggraf Poppo IV. von Henneberg (* vor 1120; † nach dem 6. März 1156 und vor dem 1. September 1156, begraben im Kloster Veßra) war Domvogt (ab 1137) und Burggraf von Würzburg (ab 1144) und Vogt des Klosters Lorsch (ab 1140).

## Familie
Poppo IV. war ein Sohn von Godebold II. von Henneberg († 6. Februar 1144) und von Luitgart von Hohenberg († 3. Juni 1145), Tochter des Grafen Bertold I., „des Älteren“, von Hohenberg. Poppo IV. war damit ein Bruder der Bischöfe Gebhard von Würzburg und Günther von Speyer.
Poppo IV. heiratete Irmgard von Stade aus dem Haus der Udonen († 1178). Sie war eine Tochter des Grafen Lothar Udo III. (IV.) von Stade, Markgraf der Nordmark. Nachkommen aus der Ehe sind nicht bekannt.

## Wirken
Poppo IV. befand sich im August 1139 im königlichen Heer in Hersfeld, zusammen mit seinem Vater Godebold II. und seinem jüngeren Bruder Berthold I. von Henneberg. Dieses Heer und das sächsische Heer Heinrich des Stolzen standen sich kurz darauf beim thüringischen Creuzburg an der Werra kampfbereit gegenüber (zur Schlacht kam es nicht, Erzbischof Albero von Trier konnte eine Verhandlungslösung vermitteln). Poppo IV. nahm an einer Reihe von Reichsversammlungen teil und war am Hof Konrad III. anwesend, wenn der sich in Rhein- oder Mainfranken aufhielt. Befand sich der Hof in Würzburg, war er selbstverständlich anwesend. Er zählte aber nicht zum engeren Kreis um Konrad III. Seine Teilnahme am Zweiten Kreuzzug gilt als sehr wahrscheinlich. Unter Friedrich I., der ab 1152 regiert, erscheint Poppo weiter in Urkunden, die unter anderem seine Teilnahme an Reichsversammlungen bis kurz vor seinem Tod bezeugen, zuletzt bei der Reichsversammlung zu Weihnachten 1155 in Worms.